# Eleuterio Blasco Ferrer
Eleuterio Blasco Ferrer (Foz-Calanda, 1907 - Alcañiz, 1993) fue un escultor aragonés.

## Biografía
Eleuterio nació en 1907 en Foz de Calanda y es allí donde pasó su infancia y adolescencia hasta los 17 años. Sus padres, Joaquín Blasco y Lucía Ferrer se dedicaban a vender cántaros por los pueblos mientras el pequeño Eleuterio aprovechaba cualquier pedazo de barro sobrante o las viejas latas abandonadas para modelar y crear sus figuras.
Años después, la crítica gustó de referenciar ese temprano impulso creativo, mientras que el propio Blasco solía comenzar sus entrevistas hablando de sus humildes orígenes. En una entrevista en 1955 el artista resumía así los momentos iniciáticos en el arte de recortar, modelar y crear con el metal.
La familia, además de humilde, era muy numerosa. El matrimonio tenía que alimentar a nueve hijos por lo que toda ayuda era poca y todos los brazos para trabajar imprescindibles. Por eso eljoven Eleuterio no tuvo fácil seguir su vocación artística. Finalmente, después de varios intentos frustrados, Blasco logra, abandonando su casa, llegar a Barcelona. Allí trabaja en lo que puede para poder estudiar en la Escuela de Bellas Artes donde, según sus propias palabras, no llegó a encajar del todo: “acostumbrado yo a dibujar, pintar y modelar sin enseñanza ninguna, y ya un poco maduro, no hubo manera de poder someterme a las reglas de la academia”. Y así, procurando no dejarse llevar por el arte más comercial, consigue reunir algunas pinturas y dibujos para inaugurar su primera exposición individual en 1931 en la sala Parés4 de Barcelona, logrando buena acogida del público y la crítica. En esta exposición presenta sobre todo paisajes en la pintura y temas sociales en el dibujo retratando personajes marginales o dedicados a oficios humildes: El ciego músico, Mendigo, Viejo solitario, La vendedora, La gitana, Ciega pensativa, Vieja vendedora. Fiel a estos principios de denuncia de la pobreza y la miseria se mantendrá toda su vida. Eleuterio Blasco se consideraba un artista del pueblo y por medio sobre todo de sus dibujos plasmará el sufrimiento de las capas sociales más necesitadas de las que en cierto modo se siente parte.
La segunda exposición se celebra en 1932 en las Galerías Layetanas y el catálogo es prologado por su amigo y tratadista José María Sucre quien apunta que Blasco Ferrer es una joven promesa, no profesional. Para esta segunda exposición vuelve a insistir en el paisaje predominando las vistas de su tierra de origen: El Pozo del Salto (Molinos), Tarde de estío (Foz de Calanda), Paisaje alcañizano”. En el catálogo sus pinturas se agrupan bajo el título “paisaje de Aragón”.
Le seguirán otras dos exposiciones: en 1933 en el Casino de Teruel y en 1934 nuevamente en las Galerías Layetanas, siendo ésta la última exposición que realiza en España, debido al corte brusco de la Guerra Civil. En el catálogo Sucre apunta que Blasco viene del mundo de la pintura y asocia sus dibujos a Pablo Gargallo y a Ramón Acín. También está viendo ya en Blasco a un posible buen escultor.
Durante la Guerra Civil una de las bombas destrozó la casa donde vivía y se perdieron muchos dibujos. Otras obras desaparecieron de su estudio en la calle Joaquín Costa al tener que marcharse precipitadamente al exilio. Eleuterio Blasco tomó parte a favor del bando republicano: “mi misión en esta lucha fue, primeramente la de dibujante- cartógrafo, para terminar como miliciano de la cultura en la 26 división.” La 26 división es la antigua columna del anarquista Durruti que al morir este se militariza y forma parte del Ejército Popular Republicano. Esta división combatió en las batallas de Belchite y en la defensa de Cataluña en enero de 1939. Posteriormente sus miembros pasaron por los campos de concentración franceses. La 26 división es la última en cruzar la frontera. El 10 de febrero Blasco cruza la frontera pasando varios meses en el campo de internamiento de Vernet de Ariège. Siempre muy sensible a los sufrimientos de la gente humilde y trabajadora y a las penurias de los más débiles, con los que convive diariamente, retrata numerosas escenas de prisioneros, obreros, madres abrazando a sus hijos, etc.., en apuntes rápidos y abocetados, aprovechando cualquier pedazo de papel que cae en sus manos.

### Cénit
Tras la guerra, en 1948, Blasco logra celebrar en la Galería Bosc, otra exposición individual que le aportará fama internacional. En ella, presenta nuevamente Cabeza de Cristo junto a alguna de las obras más representativas de su producción como El Mártir, Caballo y también tres de sus bailarinas. Escribe el prefacio D. Chevalier y la presentación biográfica del pintor H. CH. Geuffroy. Eleuterio afirma en su autobiografía que esta exposición le supuso su proyección internacional. En uno de los recortes de prensa que aluden a esta exposición se habla de Blasco como jefe de un grupo surrealista en el “Salón de Arte Libre” celebrado el año anterior. Con estas dos exposiciones Blasco se consolida como escultor en hierro. Numerosos artículos lo incluyen en la línea de Pablo Gargallo y Julio Gonzalez.

### Musealización de su legado
El motivo de que hoy pueda verse un legado de la obra de Blasco Ferrer en Molinos, entre otras causas, es por ser éste el pueblo de su madre con quien mantuvo siempre muy buena relación y por encontrar en él el apoyo que necesitó, cuando ya mayor, quiso acercarse a su tierra, tras una vida de éxitos e infortunios, de viajes y de importantes relaciones con lo más granado del mundo artístico parisino. La idea de dedicarle allí un museo se empezó a plantear en los años ochenta, cuando se creó en Molinos uno de los primeros ecomuseos de España, y coincidiendo con otras iniciativas de museos monográficos que tanto en Aragón como en el resto de España se generaron para honrar a otros artistas, entre ellos algunos otros escultores de la Escuela de París18. En el nº 1 de la Revista d`Ambasaguas editada por la Asociación Cultural Amigos de Molinos “Pueyo d`Ambasaguas” en diciembre de 1984 se establece como uno de los objetivos de la asociación para el año 1985 la creación de un museo local en Molinos y para ello solicita al Ayuntamiento la aprobación en Sesión Plenaria de la creación del Museo de Molinos y la dotación de un presupuesto inicial para iniciar las gestiones para la constitución del Patronato del Museo de Molinos, obtención y habilitación de un local, documentación necesaria para su funcionamiento y el comienzo en la obtención de las piezas.
En ese mismo año Eleuterio Blasco es nombrado hijo adoptivo de Molinos en reconocimiento a su labor artística y al gran cariño que siente por la tierra de sus antepasados. El artista por su parte dona al museo tres esculturas y un óleo; un busto en bronce de su madre, el Don Quijote hecho con herraduras, una de sus bailarinas y un óleo que representa un paisaje de Molinos, El Pozo del Salto. Además promete a Molinos alrededor de un centenar de dibujos, algunos óleos y forjas que contribuirán a enriquecer el futuro museo. Desde la localidad francesa de Pierrela, donde solía pasar algunas temporadas en el campo en casa de uno de sus hermanos, aprovechando para pintar, hacer esculturas de barro y dibujos de proyectos de esculturas en hierro, en el mes de mayo de 1985, envía una carta a sus primos pidiéndoles que comuniquen a Orencio Andrés (el entonces alcalde de Molinos) lo siguiente: 
... no tengo nada de nada y desde luego pueden contar conmigo y mirar, si hacen el museo, de hacer donación de algunas esculturas más y muchos dibujos de diferentes épocas mías, y si puedo llevarme mis cuadros de aquí también les daré algunos más. Yo no lo hago con ningún interés, no tienen que hacerme ningún elogio, lo hago porque mi madre era de Molinos y ya sabes que estábamos muchas veces en ese pintoresco pueblo, y siento una gran simpatía por todos de Molinos y tengo muchos recuerdos de mi niñez y me siento como si estuviera en Foz - Calanda, donde nací. No creo que pueda ir ya a París pues enfermo y sin nadie no se que será de mi vejez en España, esto me hace pensar mucho.

## Galería de imágenes

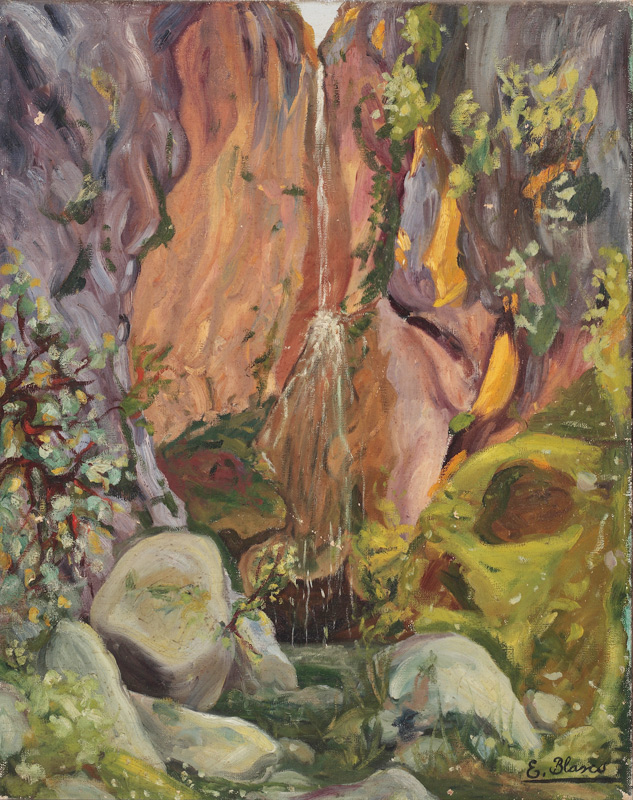
Óleo sobre lienzo
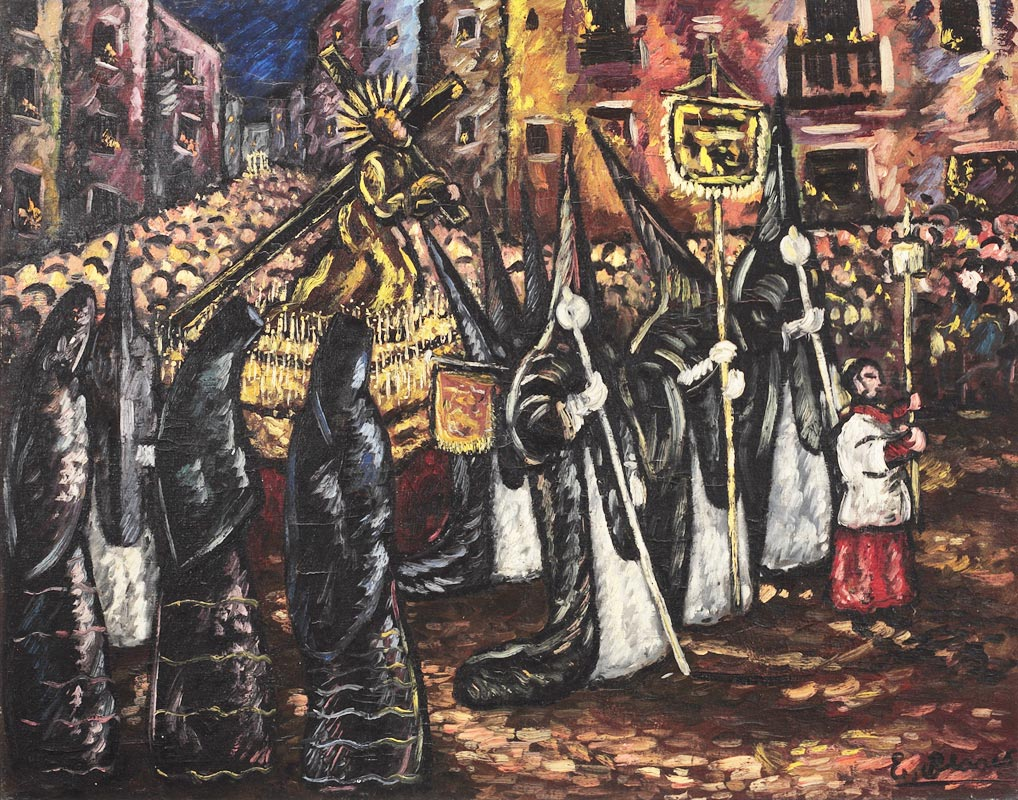
Óleo sobre lienzo
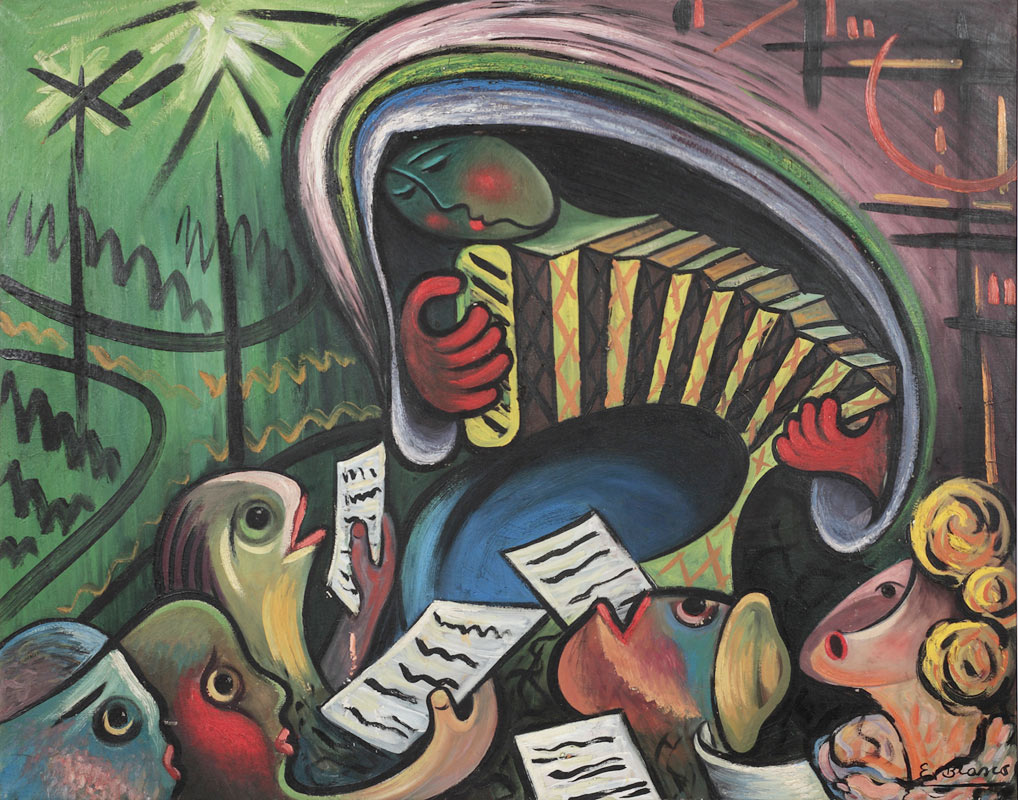
El Canto en la calle - Hacia 1942 /1947 - Óleo sobre lienzo
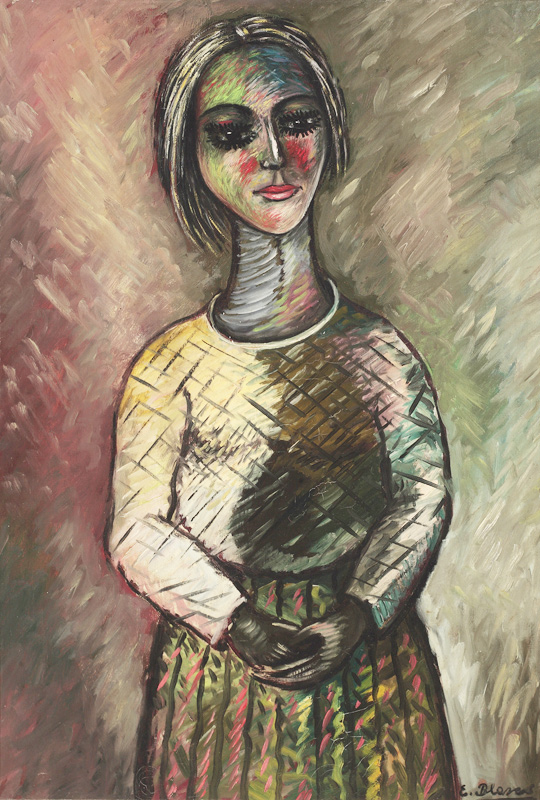
La inocente - Óleo sobre lienzo
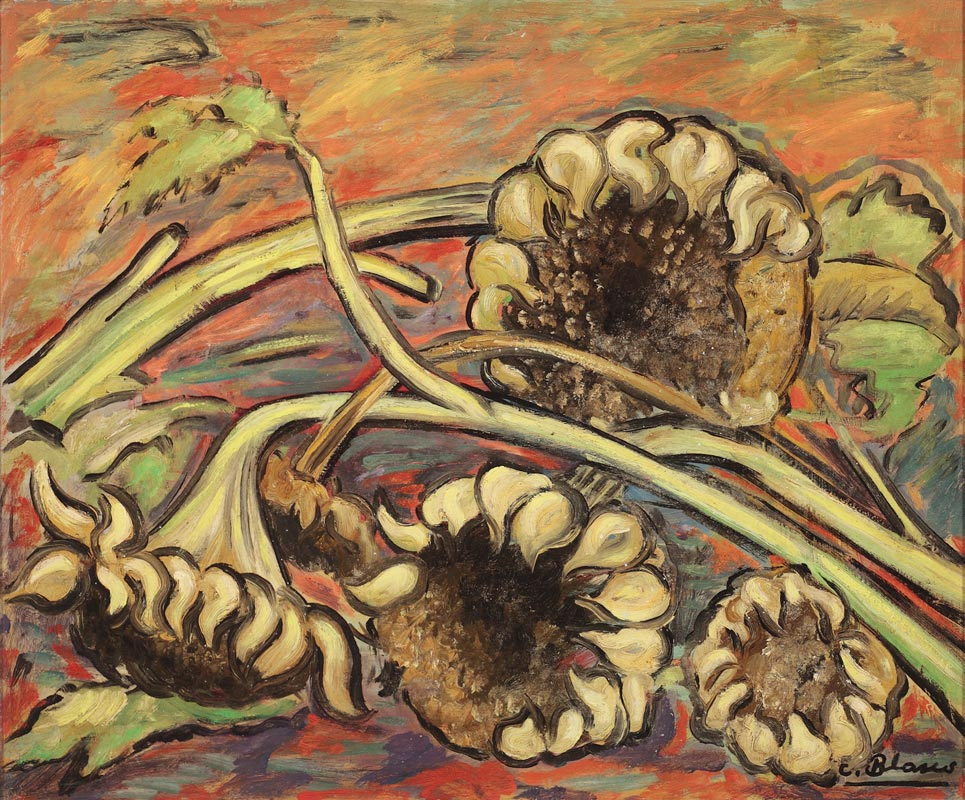
Girasoles - Hacia 1956 - Óleo sobre lienzo
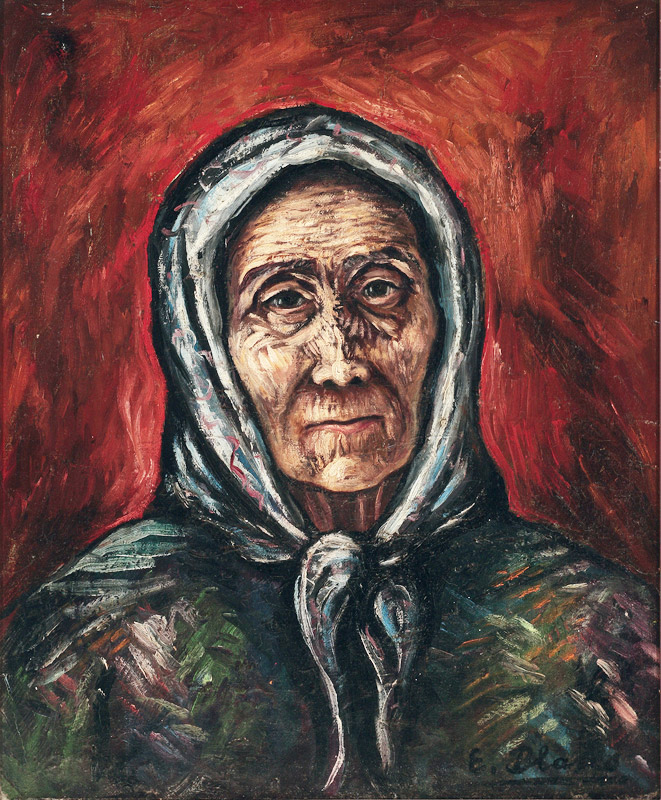
Óleo sobre lienzo
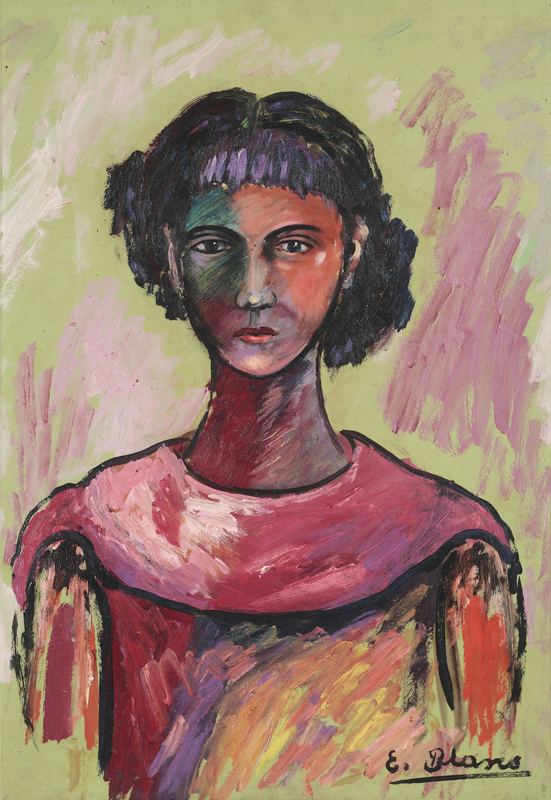
Hacia 1948 -1955 - Óleo sobre lienzo
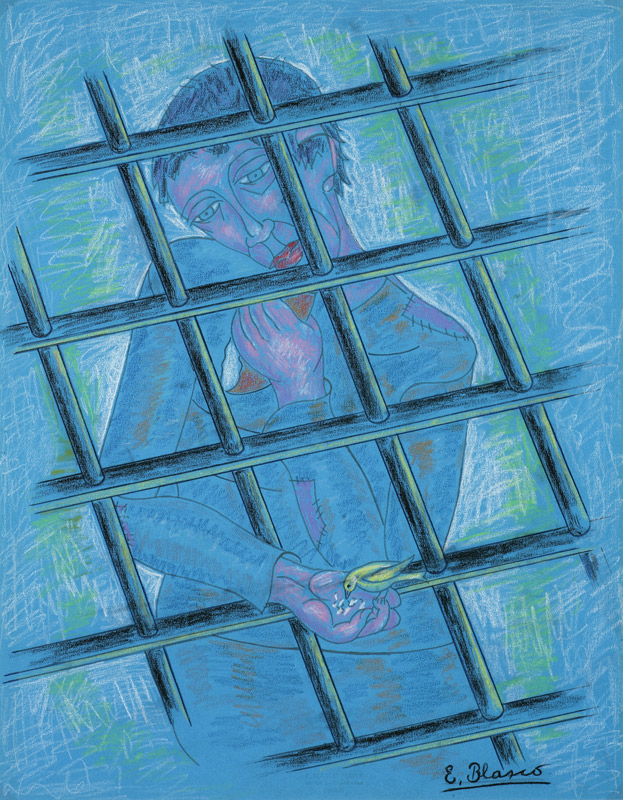
El Preso y la Libertad - Hacia 1947 - Pastel sobre papel
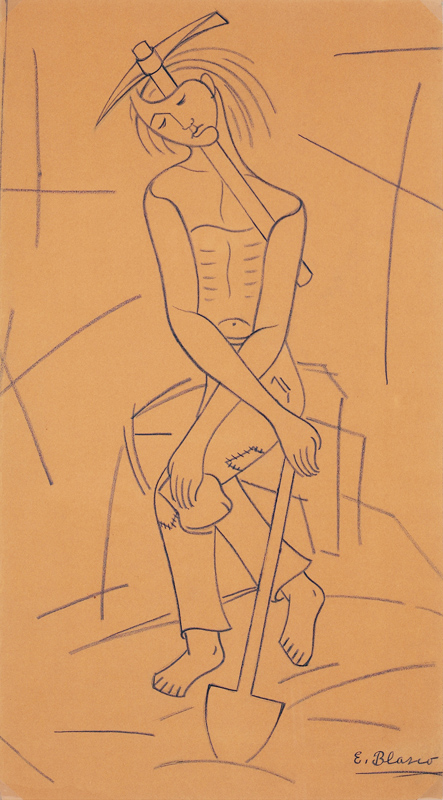
Ceras sobre papel
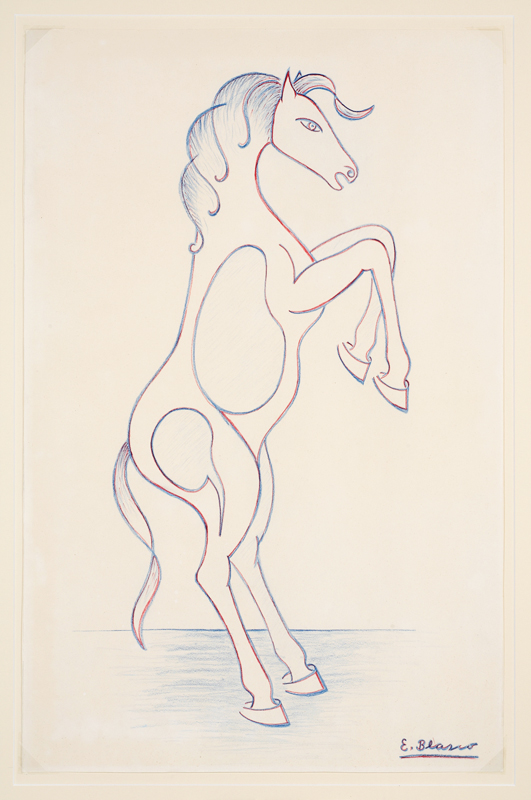
Caballo de circo - Hacia 1954 - Ceras sobre papel
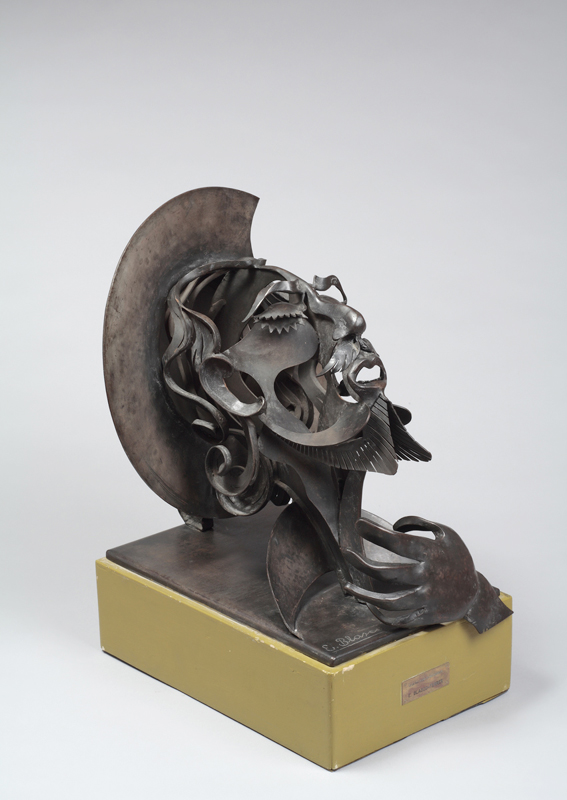
El último suspiro de don Quijote - Hacia 1950 - Plancha de hierro -
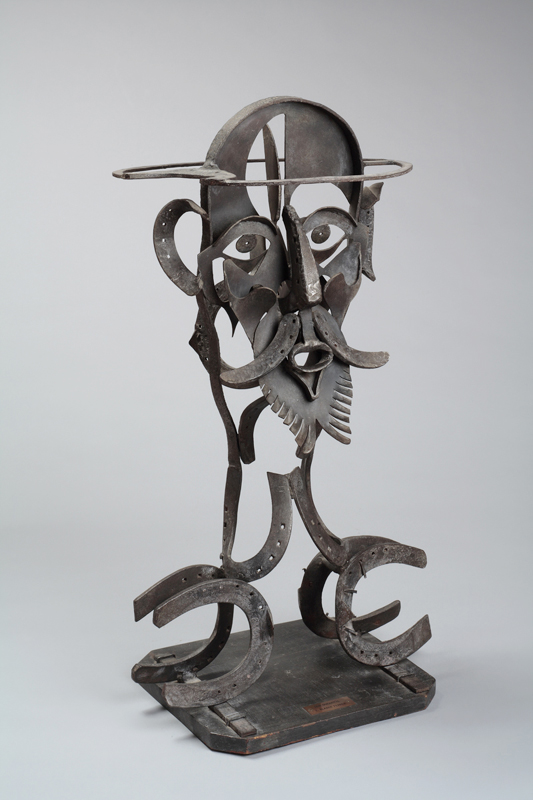
Don Quijote - Hacia 1955-56 - Hierro
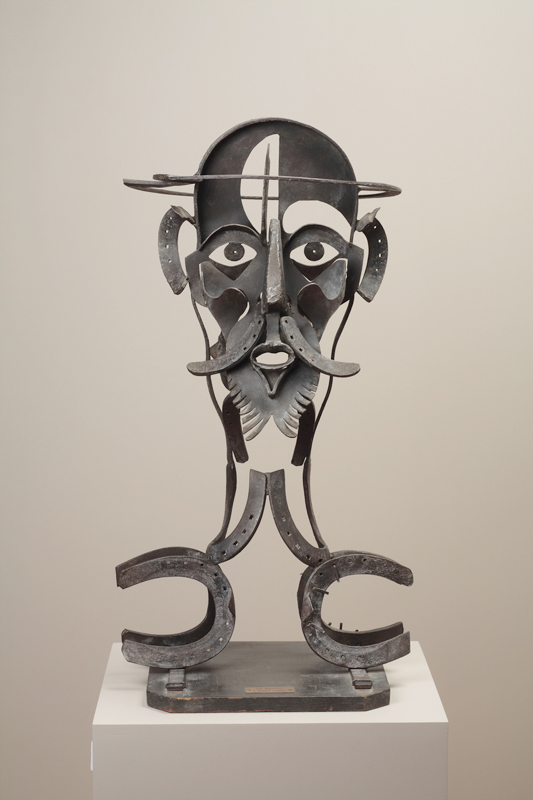
Don Quijote - Hacia 1955-56 - Hierro
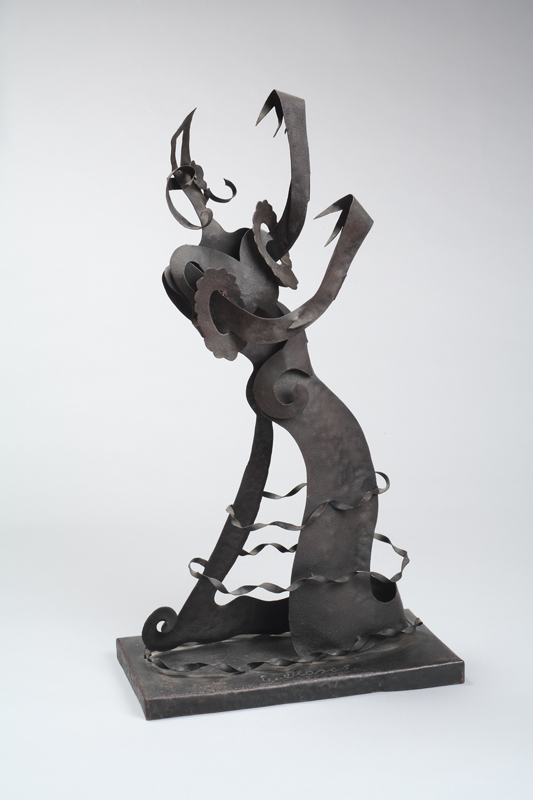
Danzarina Española - Hacia 1941-1942 - Plancha de hierro
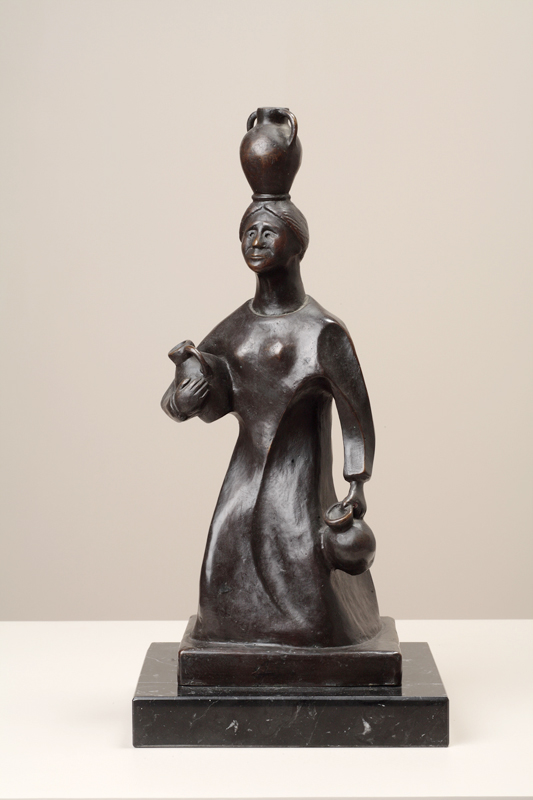
Mujer con cántaros - Hacia 1967 - Bronce
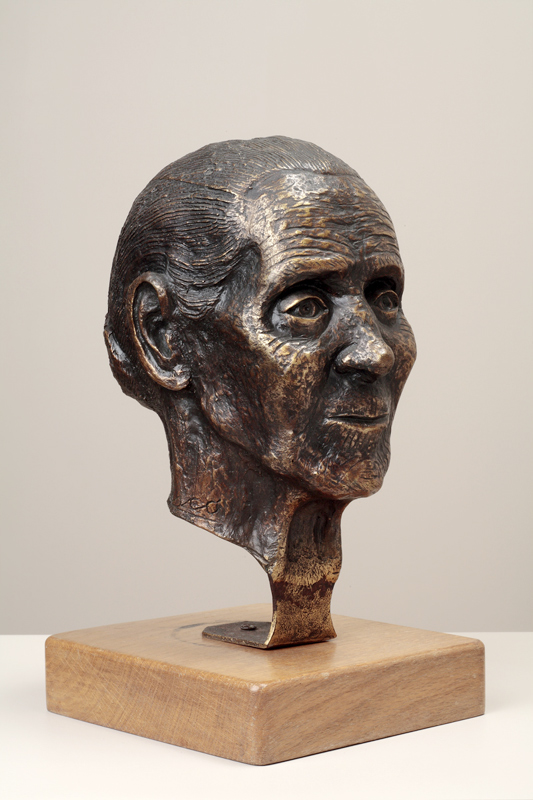
Retrato de mi madre - Hacia 1949-1950 - Bronce sobre ase de madera
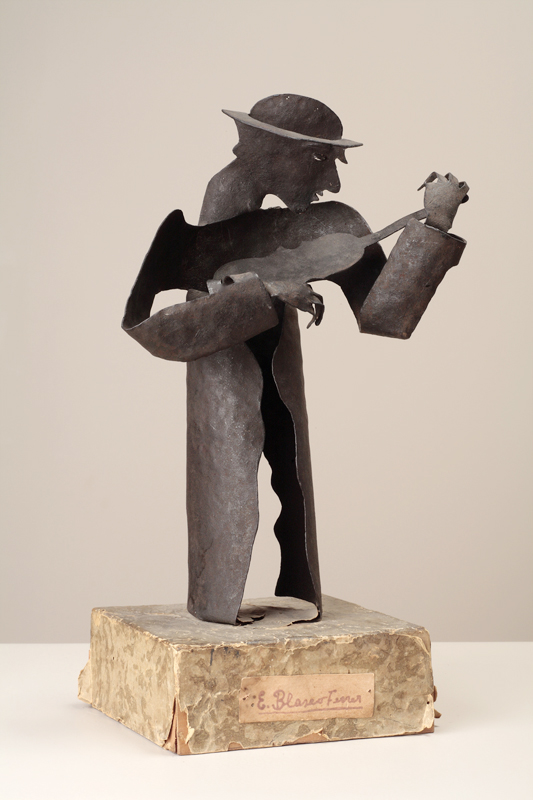
Violinista callejero - Hacia 1931 -1036 - Hierro sobre base de cartón
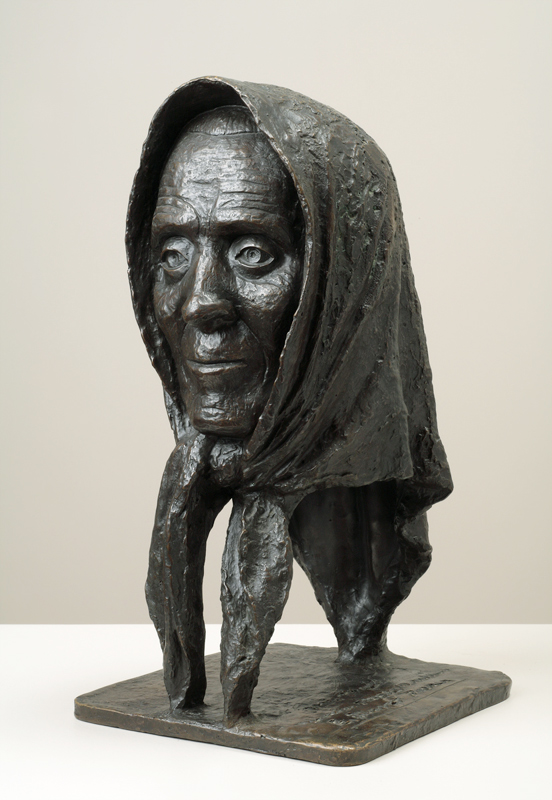
Ma Mère - Hacia 1956 - Bronce
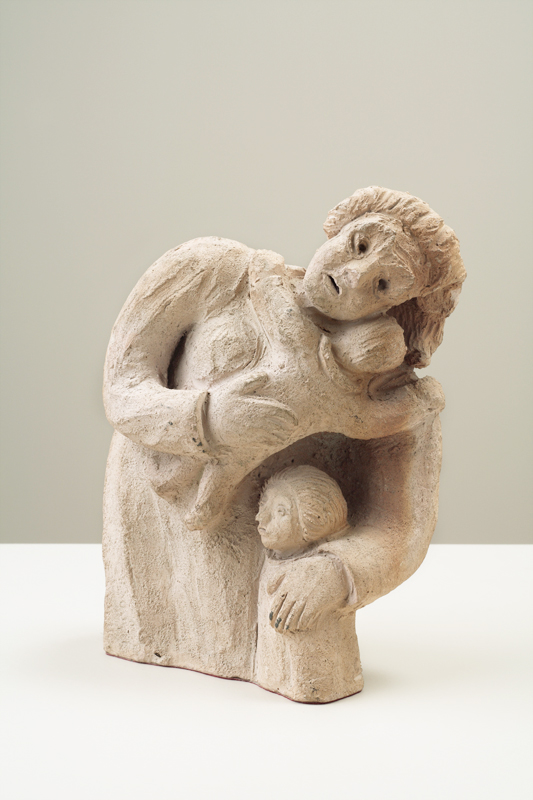
Sin titulo - Hacia 1931-1936 - Barro cocido
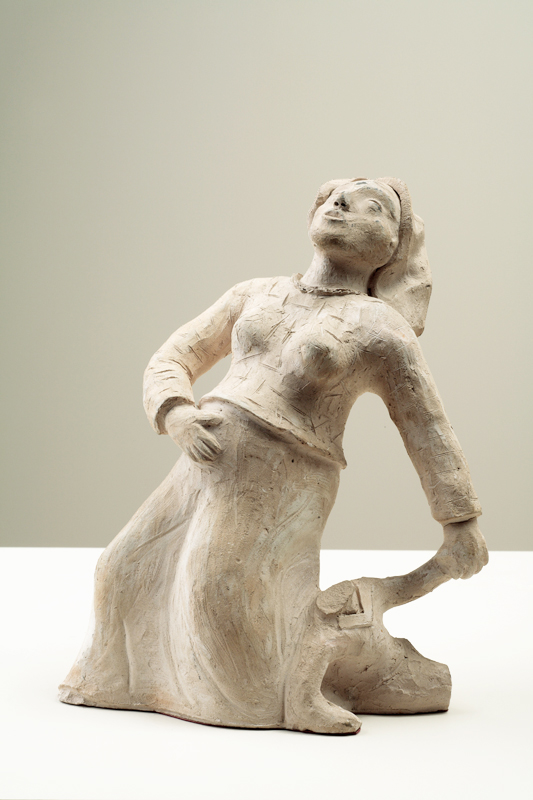
Sin titulo - Hacia 1931-1936 - Barro cocido
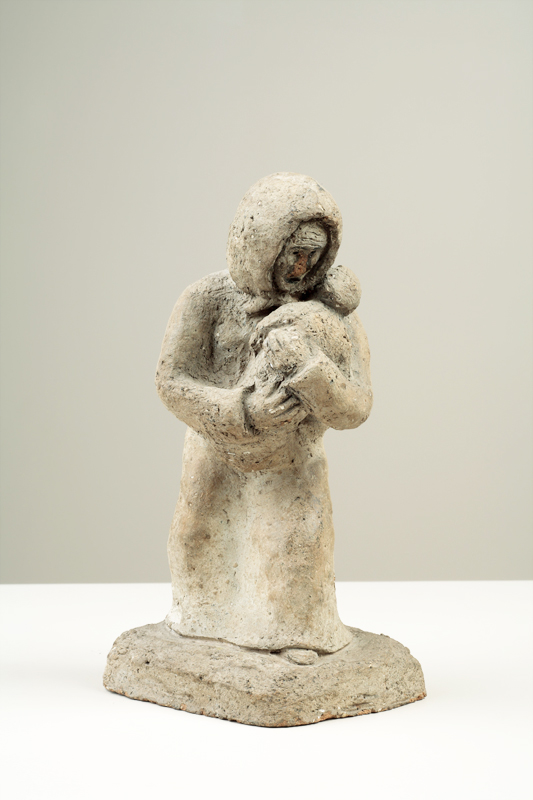
Maternidad - Hacia 1931-1936 - Barro cocido
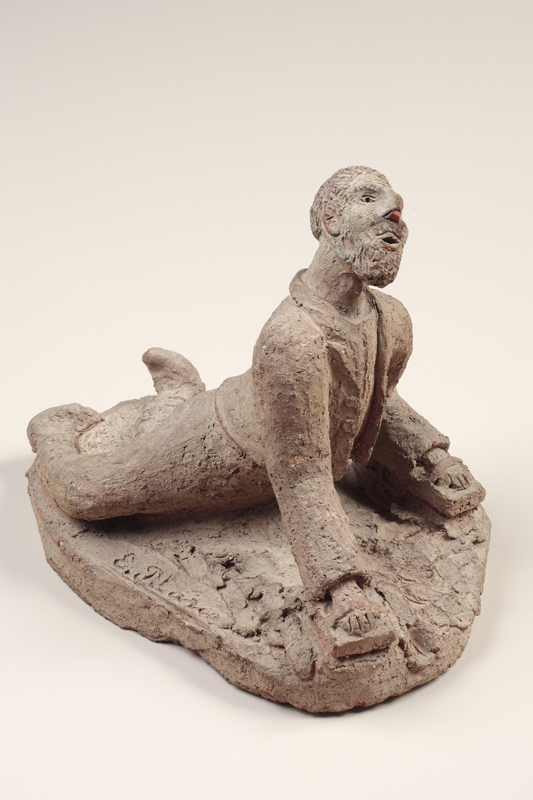
Sin titulo - Hacia 1931-1936 - Barro cocido
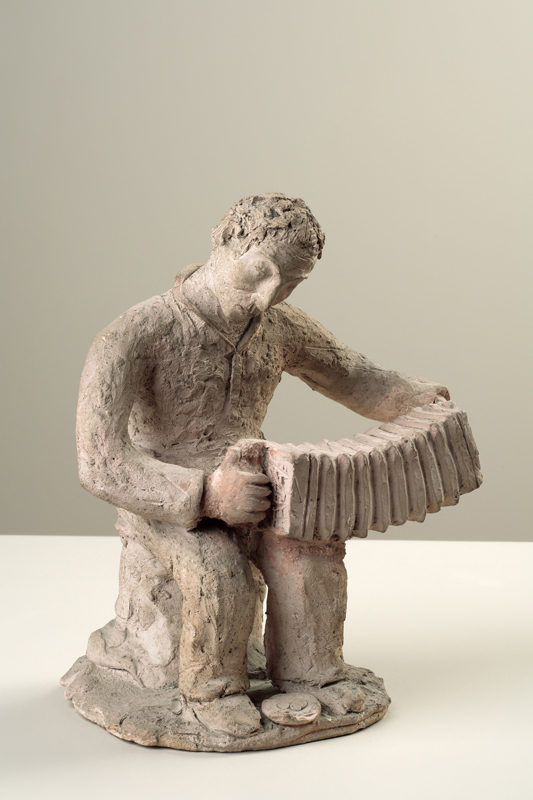
Acordeonista - Hacia 1931-1936 - Barro cocido
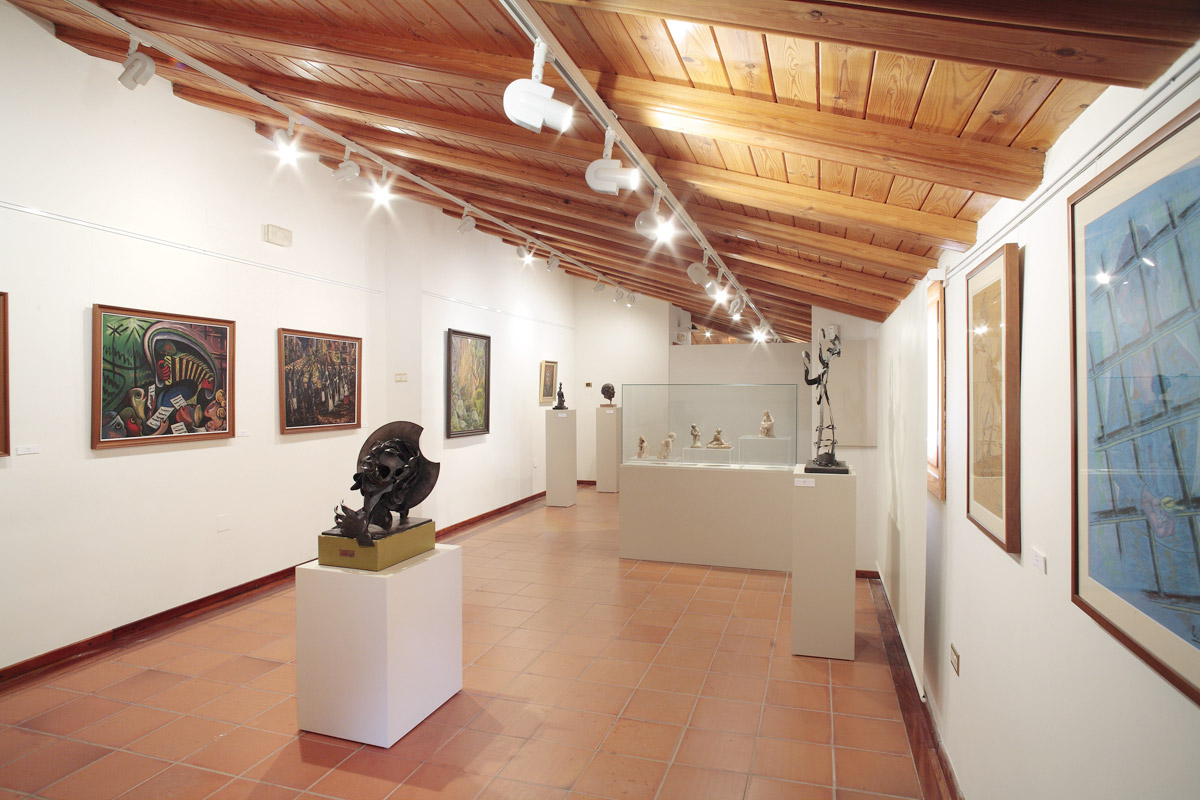
Museo de Molinos
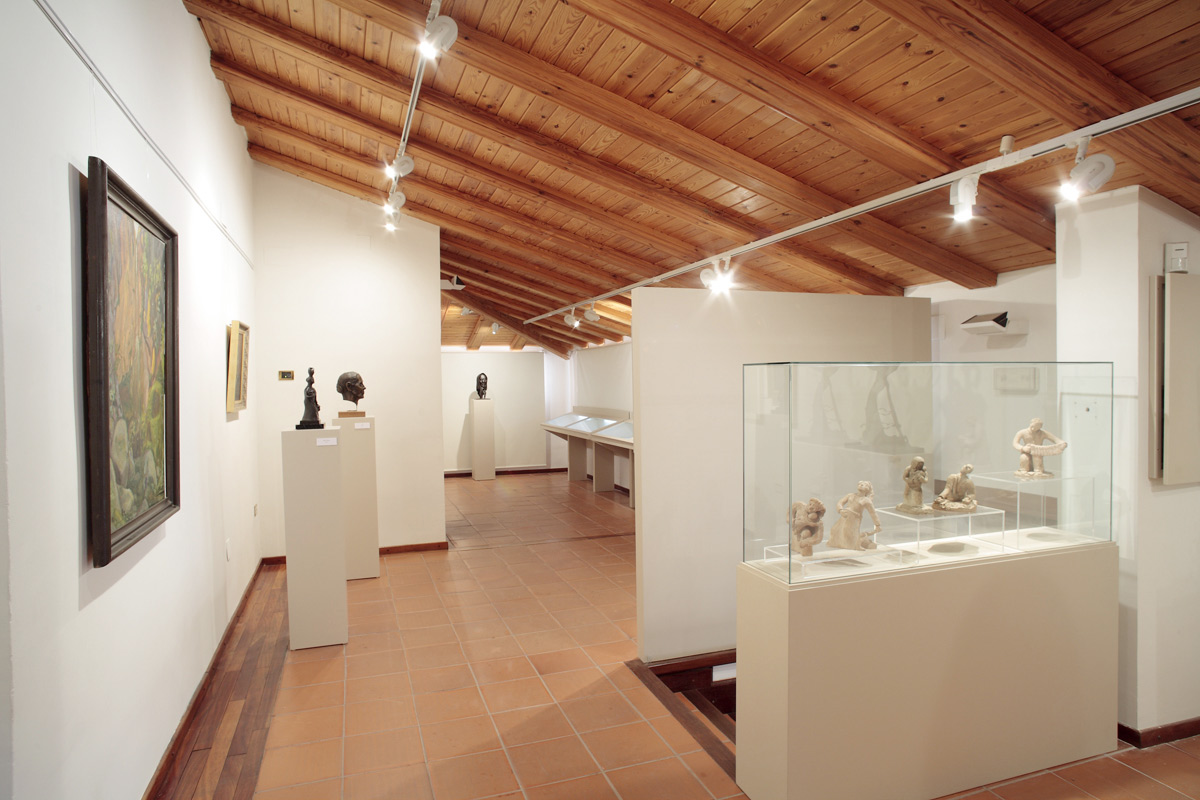
Museo de Molinos
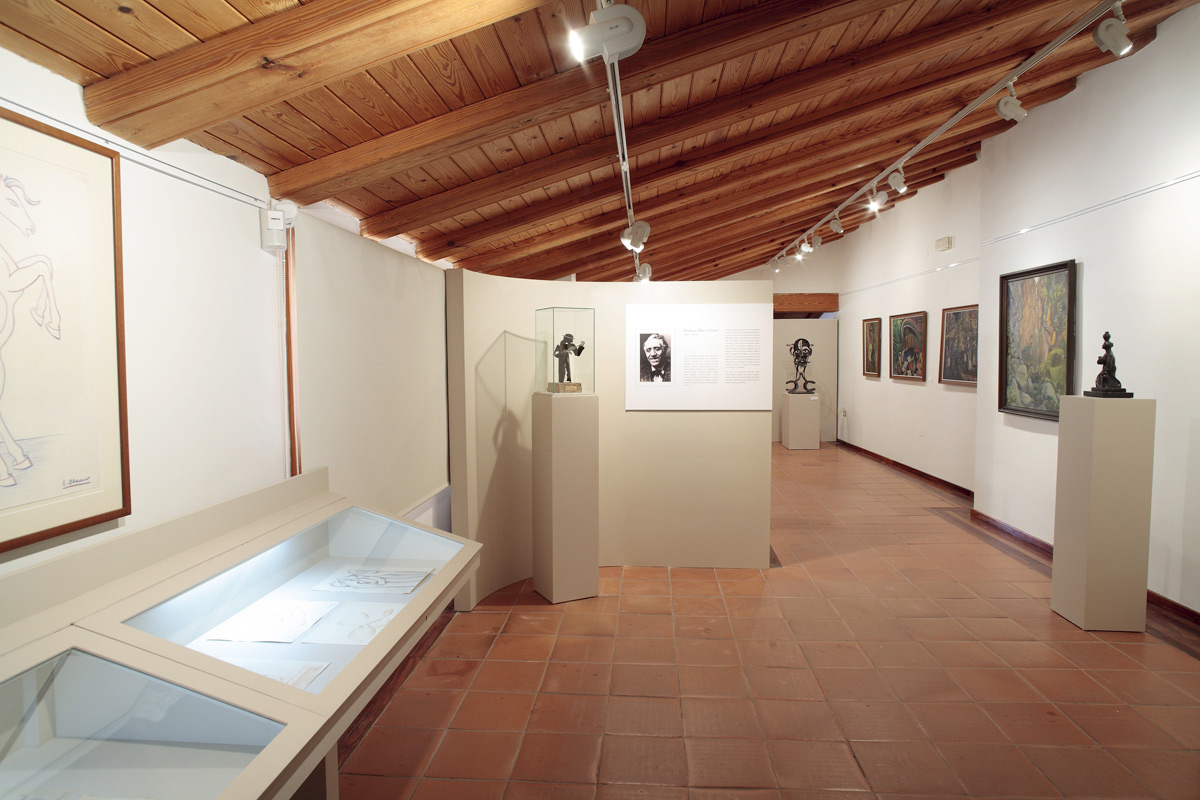
Museo de Molinos